# Красинец
Красинец (словен. Krasinec) је насељено место у општини Метлика, регија Југоисточна Словенија, Словенија.

## Историја
До територијалне реорганизације у Словенији био је у саставу старе општине Метлика.

## Становништво
У попису становништва из 2011. године, Красинец је имао 196 становника.
| Број становника према пописима | Број становника према пописима | Број становника према пописима |
| ------------------------------ | ------------------------------ | ------------------------------ |
| 1991                           | 2002                           | 2011                           |
| 211                            | 215                            | 196                            |

## Галерија
- објекат за пречишћавање воде у близини обале реке Купе
- гнездо рода у Красинцу